# Curt Faudon
Curt M. Faudon (* 10. Mai 1949 in Graz; † 25. Juli 2019 ebenda) war ein österreichischer Regisseur, Drehbuchautor und Filmproduzent.
Er lebte seit 1979 zumeist in Manhattan, New York, und produzierte Spielfilme und Dokumentationen vorwiegend für den ORF sowie Werbefilme für multinationale Unternehmen.

## Werk
Curt Faudon wurde durch Dokumentarspielfilme über Persönlichkeiten der Geschichte, die er für europäische Fernsehanstalten drehte, bekannt. Er führte jedoch auch in zahlreichen Spielfilmproduktionen Regie. Zuletzt wagte er sich 2004 mit dem Spielfilm Tödlicher Umweg auch ins Thrillermilieu vor.
Sein Hauptwerk besteht in aufwändigen TV-Dokumentationen. Er produzierte mehrere Folgen für die ORF-Sendereihe Universum, für die er auf Umweltfragen und Klimawandel einging.
In seinen letzten Filmen beschäftigte er sich mit den Wiener Sängerknaben. Sowohl der Film Silk Road (Die Wiener Sängerknaben – Wege in die Ferne) als auch Bridging the Gap und Good Shepherds geben einen Einblick in das Leben des Chores und seine weltweiten Tourneen. In Good Shepherds wird der Weg der Sängerknaben über mehrere Jahre hinweg kombiniert mit der Welt des Hirtentums. Als Sprecherin der englischen Fassung engagierte Curt Faudon für diesen Film Jane Goodall.

## Filmografie (Auswahl)
- Magic Graz (1972), Regie, Darsteller; Dokumentarfilm unter anderem mit Karlheinz Böhm, Heinrich Harrer, Gregor Traversa und Jochen Rindt; ORF, 35 min.
- Hugo Wolf (1976), Regie; Dokumentarspielfilm mit Oskar Werner als Komponist Hugo Wolf; ORF, ZDF
- George Orwell (1984), Regie; Dokumentarspielfilm über das Leben von George Orwell; Buch: Hilde Spiel; ORF, ZDF, RAI, SRG
- Good News from Austria (1984), Regie; Dokumentarfilm über die österreichische Exportwirtschaft
- Fanny von Arnstein (1985), Regie; Spielfilm nach einem Buch von Hilde Spiel; in der Hauptrolle Konstanze Breitebner, ORF, ARD
- Christmas with Willi (1985), Buch und Regie; Spielfilm, in den Hauptrollen Paulus Manker, Karin Kienzer, ORF, ZDF
- Auf dem Schnee ein Feuer (1986/87), Buch und Regie; Dokumentarfilm ORF, ZDF

- Filme für die Österreich Werbung und den WienTourismus (seit 1987)

- Werbefilm Location Vienna, 1987 / 1988, Produzent Dieter Pochlatko, Filmmusik Gerd Schuller[3]

- Werbefilm Vienna Winterlove, 1989 / 1990, wie zuvor

- Werbefilm Vienna Magnifica, 1991 / 1992, wie zuvor

- Land der Täler, Teil 1–10 (1989–1991), Regie; Dokumentation ORF

- Top Spot, Teil 1–3 (1989–1991), Fernsehshow; Autor, Regisseur und Produzent; mit Désirée Nosbusch, Philip Michael Thomas, Shirley Bassey
- Melting Pot of Illusions, Teil 1&2 (1992), Buch und Regie; TV-Dokumentation über die USA 500 Jahre nach Columbus, PBS channel 13
- Mount of Olives (1990), Regie, TV-Dokumentation, ORF, PBS
- Loaves and Fishes (1991), Regie, TV-Dokumentation, ORF, PBS
- Nothing but reality (1989), Regie, TV-Dokumentation nach einem Buch von Hilde Spiel, ORF, ZDF, PBS
- Die verweigerte Zärtlichkeit (1986), Regie; Spielfilm nach einem Buch von H. Fink; ORF
- Cross Town Sabbath/Zwang zur Unrast (1994/95), Buch, Regie und Produktion; Doku-Drama nach einem Buch von Frederic Morton, ORF, PBS, Channel 13
- Total Relaunch of TV News Station n-tv/CNN Buch, Regie und Produktion; 1997 in Berlin
- Mörderische Abfahrt – Skitour in den Tod (1997/1998), Buch und Regie; Spielfilm mit Thomas Heinze, Carin C. Tietze, Heio von Stetten, Rupert Frazer, François-Éric Gendron, Alexander Peskov, Jerry Calà; Sat.1, BAVARIA, ORF
- Flames of Hell (1999), Mitautor und Regie; Spielfilm mit Heino Ferch, Natalia Wörner, Axel Milberg: Kirch Group, SAT 1, ORF
- Trivial Pursuit (2000), Mitautor und Regie; Spielfilm mit Tobias Moretti, Jule Ronstedt, Thomas Heinze, SAT 1
- Tattoo (2000), Mitautor und Regie, Spielfilm mit Tobias Moretti, Katja Weitzenböck, Benjamin Sadler, Gudrun Landgrebe, Erwin Steinhauer: Sat.1, Kirch Group, ORF, Vienna Film Commission
- Universum Steirische Toskana (2000), Buch, Regie und Produktion; Dokumentation ORF
- Universum Tirol – Leben im Bergland (2001), Buch, Regie und Produktion; Dokumentation ORF, Faudon Movies
- Tödlicher Umweg (Deadly Diversion) (2004), Co-Autor und Regie; Spielfilm, EPO Film, ORF, Towers Production London, Cine Carinthia; mit Ken Duken, Sebastian Koch, Eva Hassmann, August Schmoelzer, Rosie Alvarez
- Universum Carinthia – Leben am Wasser (2002/2003), Buch und Regie, Produktion: ORF-Cine, Culture Carinthia, Faudon Movies, WDR
- Szczesny – The Film (2003/2004), Buch, Regie und Produktion, Dokumentation
- Discover the Joy - Austria (2002/2003), Werbefilm. Erhielt erste Preise bei Filmfestivals in New York, Los Angeles, Karlsbad, ITB Berlin 2003, und Grand Prix CITF als bester Werbefilm 2003 weltweit
- Universum New York Central Park (2004/2005), Buch, Regie, Produktion, ORF, WDR, Faudon Movies
- The End of Something. Ernest Hemingway (2004/2005), Co-Autor und Regie;

- The Vienna Collection, drei Filme und 18 Spots über Wien (2007), Buch, Regie, Gesamtleitung; Musik: Gerd Schuller
- Silk Road (2007/2008). Film über die Wiener Sängerknaben – Regie